# سن کالیکستو
سن کالیکستو (انگلیسی: San Calixto) نام شهری در کشور کلمبیا است.